# Construcció

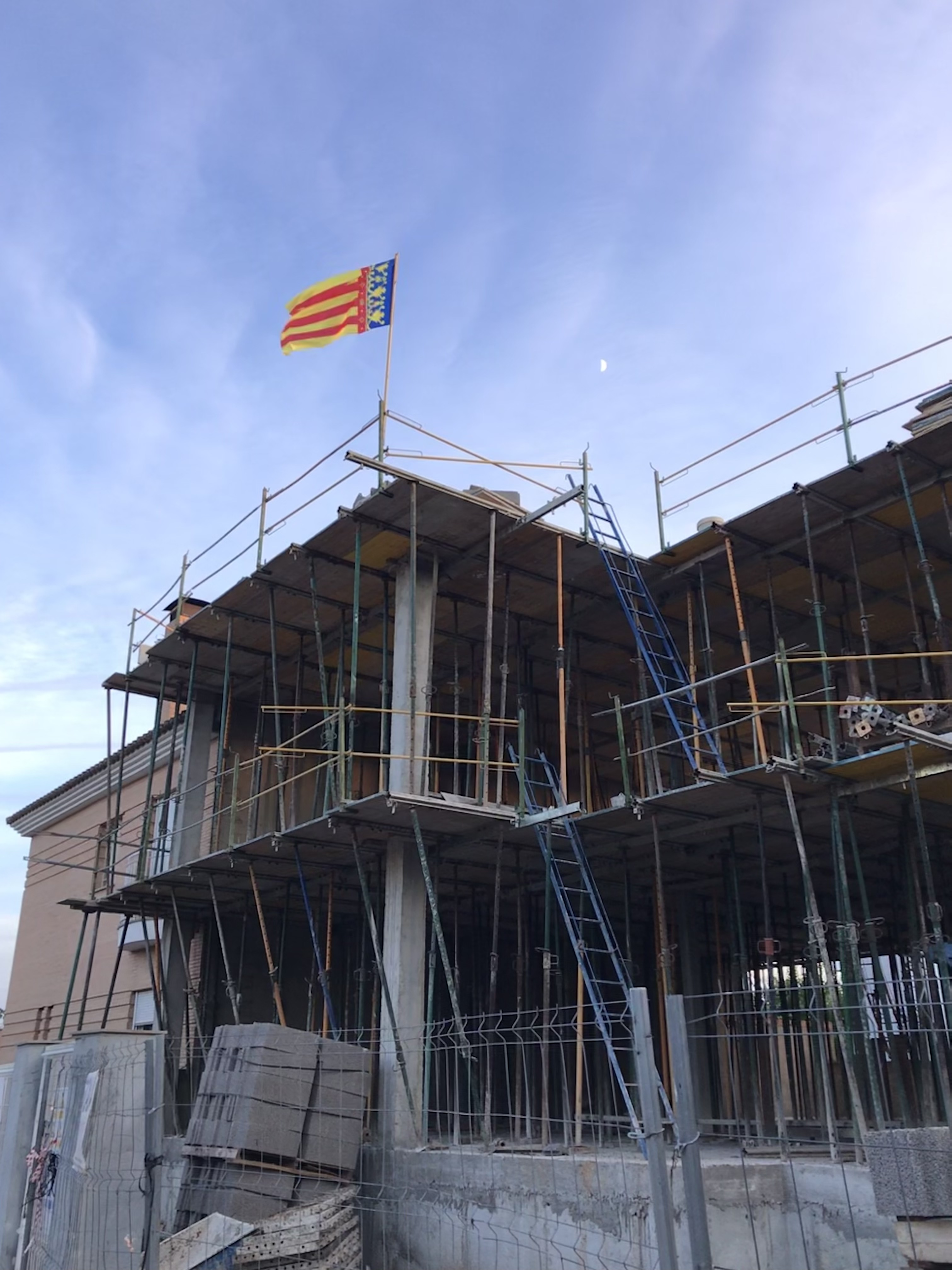
Edifici en construcció a Picanya (València)

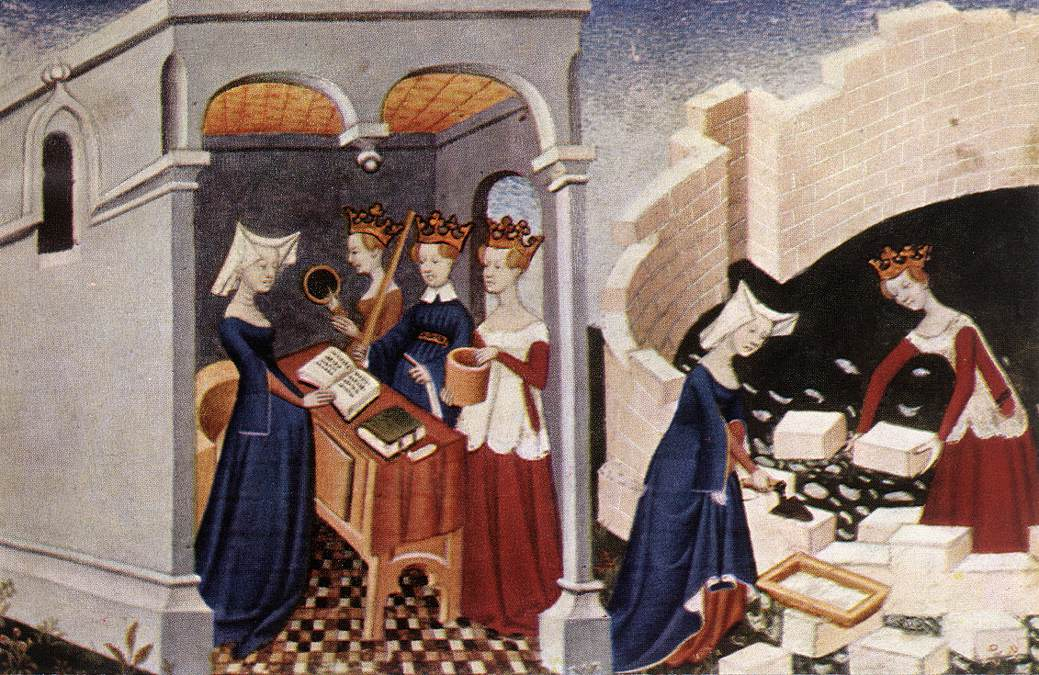
Construcció d'un edifici

Construcció prefabricada

La construcció és l'art o tècnica de construir, és a dir, de portar a bon terme les obres d'un edifici o de monuments i rehabilitacions, estructures i el coneixement del món de les runes així fer i portar a bon terme una obra pública com pot ser una carretera, un port, etc.
La construcció, com a part de l'arquitectura, comprèn el conjunt de tècniques, materials, processos, arts i oficis per tal de fer les obres d'un edifici una obra pública.
En la construcció d'edificis o obres públiques es tenen en compte les propietats del terreny i dels materials de construcció, els condicionants dels diferents processos o tècniques aplicades a cada part de l'obra així com les accions a què està sotmès l'edifici al llarg de la seva vida útil, com són: el pes dels materials, el pes derivat de l'ús de l'edifici o sobrecàrrega, les accions del vent o dels terratrèmols, la contaminació atmosfèrica, el risc d'incendi, etc.
La construcció naval o la construcció aeronàutica, etc., són conceptes equivalents a la construcció arquitectònica, referits a les tècniques pròpies de l'enginyeria especialitzada en els vaixells, els avions, etc.
En el sentit més ampli o general s'anomena «construcció» tot allò que exigeix, abans de fer-se, tenir o disposar d'un projecte o pla predeterminat, o que es fa ajuntant diversos components segons un ordre determinat. Com a exemples tenim: les construccions sintàctiques o gramaticals, la construcció musical, les construccions de la ment, etc. Conseqüentment en el sentit més ampli i general, el mot «construcció» es fa servir en diverses disciplines, tant científiques, tècniques o aplicades com en les que corresponen a les humanitats: la gramàtica, la pedagogia, la psiquiatria, la teoria de l'art, etc.
L’indústria de la construcció contribueix significativament al producte interior brut (PIB) de molts països. La despesa mundial en activitats de construcció era d’aproximadament 4 bilions de dòlars el 2012. L’any 2022, la despesa en la indústria de la construcció va superar els 11 bilions de dòlars anuals, equivalent a aproximadament el 13% del PIB mundial. Es preveu que aquesta despesa augmenti fins a uns 14,8 bilions de dòlars el 2030. L’indústria de la construcció impulsa el desenvolupament econòmic i aporta molts beneficis no monetaris a molts països, però també és una de les indústries més perilloses. Per exemple, aproximadament el 20% (1.061) de les morts laborals als Estats Units el 2019 van ocórrer en el sector de la construcció.